# Raoul Aubourdier
Raoul Aubourdier, né le 20 mai 1888 à Montluçon (Allier) et mort à Vichy le 28 avril 1957, est un directeur de la photographie français.

## Biographie

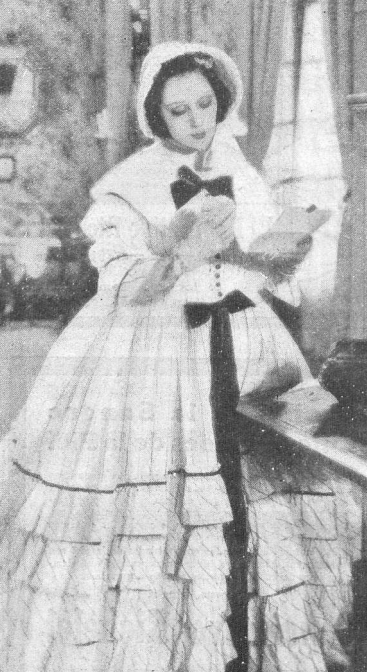
Violettes impériales (1932), avec Raquel Meller

Fils de Claude Aubourdier et Anne Juliette Lafoucrière, Raoul Aubourdier intègre vers la fin des années 1900 les studios Pathé, par l'intermédiaire de son oncle qui y est déjà opérateur, Camille Legrand (1872-1940). 
Autour des années 1910, il est aussi chef opérateur au sein de la compagnie italienne Film d'Arte Italiana, pour laquelle il tourne par exemple La Dame aux camélias d'Ugo Falena (1909) et Lucrèce Borgia de Gerolamo Lo Savio (1912), tous deux avec Vittoria Lepanto dans les rôles-titres.
Après la Première Guerre mondiale, il continue à travailler chez Pathé, collaborant entre autres à L'Auberge rouge de Jean Epstein (1923, avec Léon Mathot) et Les Misérables d'Henri Fescourt (version 1925, avec Gabriel Gabrio personnifiant Jean Valjean). Ultérieurement, mentionnons encore La Merveilleuse Journée de René Barberis (1929, avec André Roanne) et Violettes impériales d'Henry Roussell (1932, avec Raquel Meller). 
Ses deux ultimes films, sortis en 1938, sont La Bâtarde de Jacques Daroy (1938, avec Jeanne Boitel et Pierre Larquey) et J'accuse d'Abel Gance (avec Victor Francen), ce dernier comme cadreur.

## Filmographie partielle

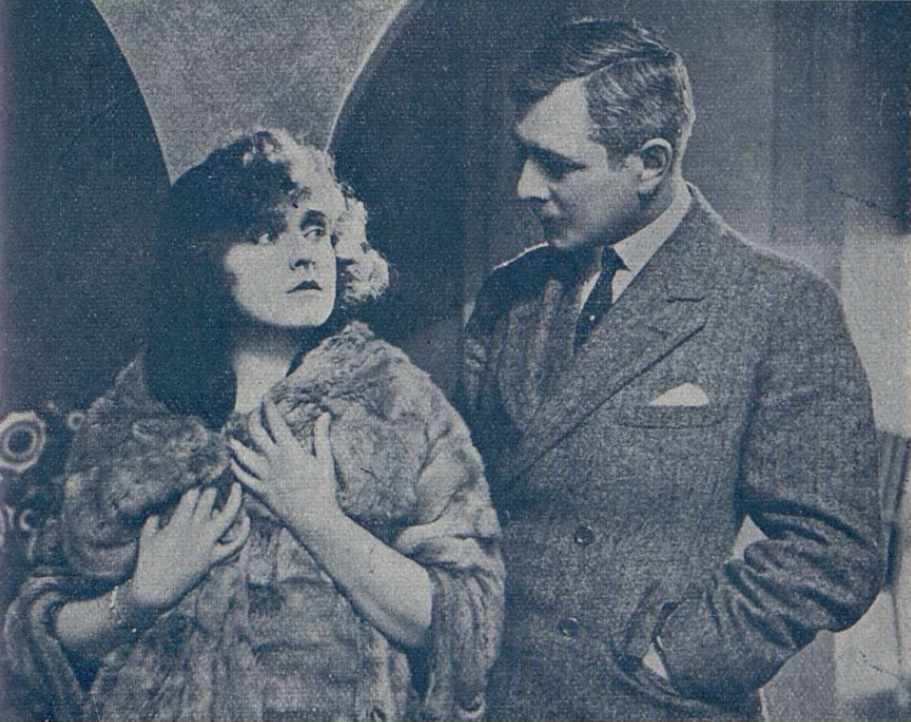
Le Secret de Rosette Lambert (1920), avec Lois Meredith et Henri Debain

(comme directeur de la photographie, sauf mention contraire)
- 1909 : La Dame aux camélias (Camille) d'Ugo Falena
- 1910 : Histoire des Borgia (Lucrezia Borgia) d'Ugo Falena
- 1912 : Lucrèce Borgia (Lucrezia Borgia) de Gerolamo Lo Savio
- 1920 : Le Secret de Rosette Lambert de Raymond Bernard
- 1923 : Ce pauvre chéri de Jean Kemm
- 1923 : L'Auberge rouge de Jean Epstein
- 1923 : Le Costaud des Épinettes de Raymond Bernard
- 1923 : L'Enfant-roi de Jean Kemm
- 1925 : Amour et Carburateur de Pierre Colombier
- 1925 : Les Misérables d'Henri Fescourt
- 1925 : Le Mariage de Rosine de Pierre Colombier
- 1926 : Le Juif errant de Luitz-Morat
- 1927 : Le Gardien du feu de Gaston Ravel
- 1928 : Antoinette Sabrier de Germaine Dulac
- 1929 : La Merveilleuse Journée de René Barberis
- 1929 : Le Ruisseau de René Hervil
- 1929 : Le Danseur inconnu de René Barberis
- 1930 : Cendrillon de Paris de Jean Hémard
- 1931 : Atout cœur d'Henry Roussell
- 1932 : Violettes impériales d'Henry Roussell
- 1932 : Vacances de Robert Boudrioz
- 1934 : Casanova de René Barberis
- 1934 : Jeanne de Georges Marret
- 1937 : La Treizième Enquête de Grey de Pierre Maudru
- 1938 : La Bâtarde (ou Le Mariage de Véréna) de Jacques Daroy
- 1938 : J'accuse d'Abel Gance (cadreur)